# Alpen-Pestwurz
Die Alpen-Pestwurz (Petasites paradoxus), auch Geröll-Pestwurz, Schnee-Pestwurz oder Schneeweiße Pestwurz genannt, ist eine Pflanzenart aus der Gattung der Pestwurzen (Petasites) innerhalb der Familie der Korbblütler (Asteraceae).

## Beschreibung

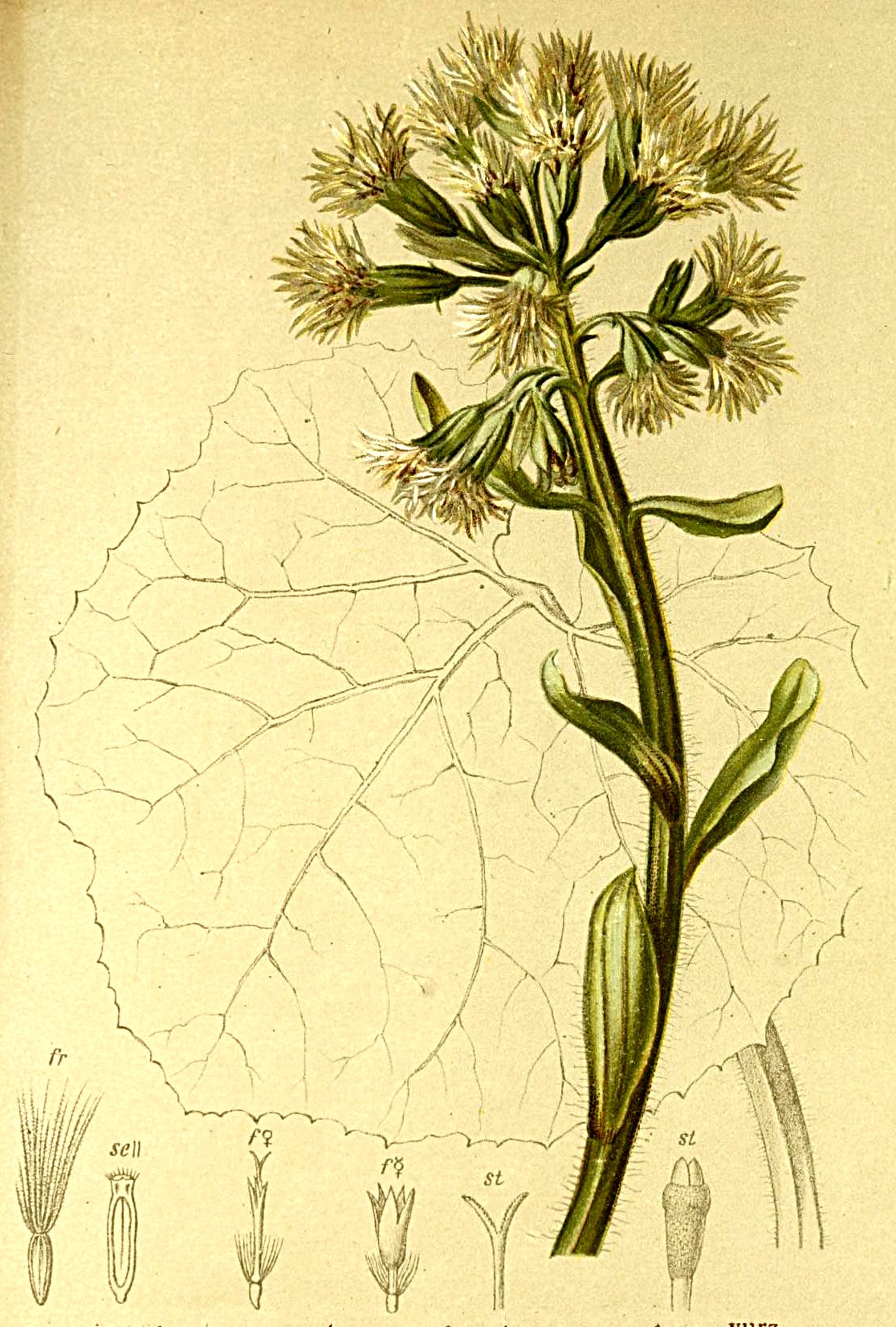
Illustration aus Atlas der Alpenflora

### Vegetative Merkmale

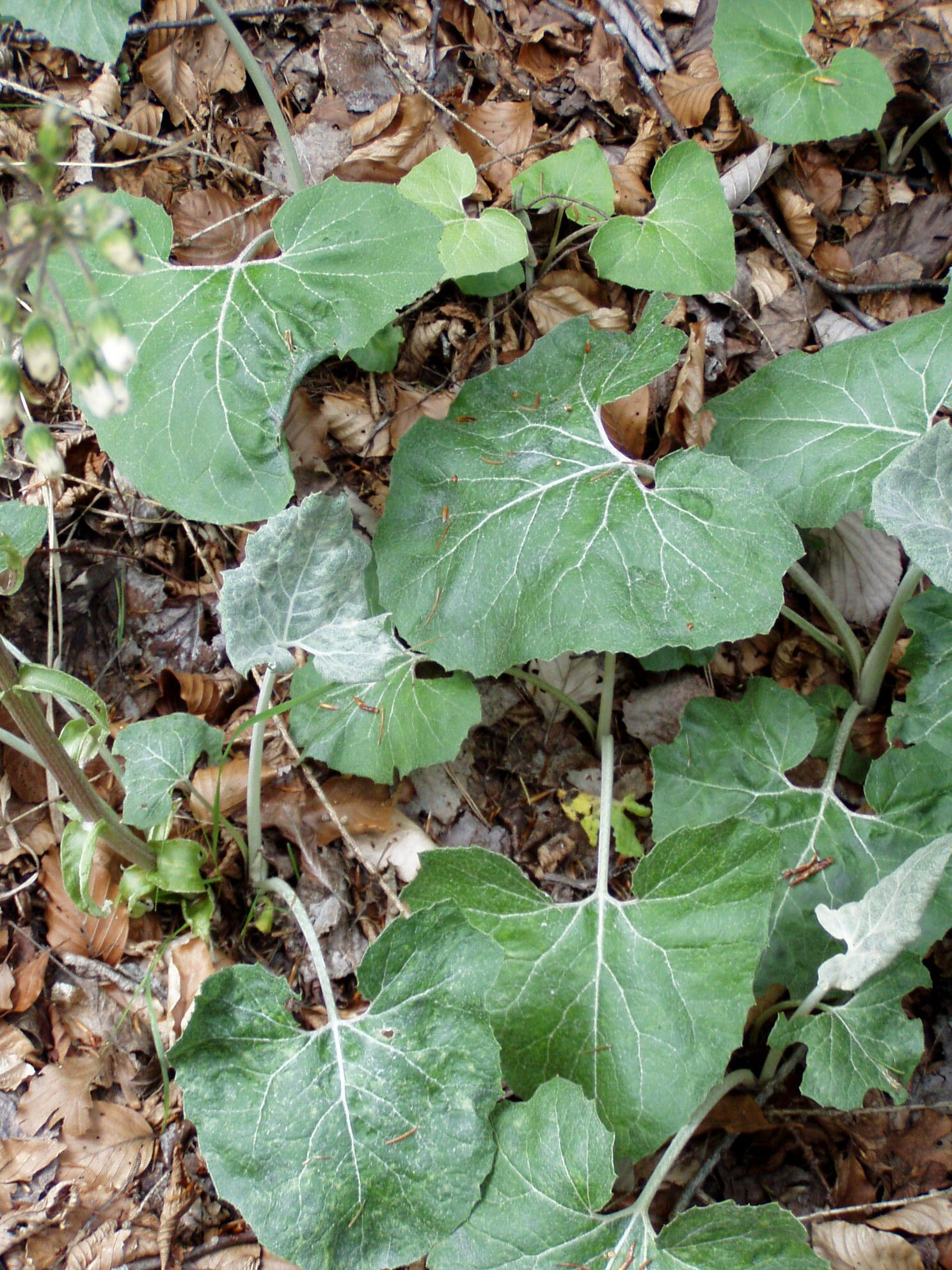
Gestielte Laubblätter

Die Alpen-Pestwurz wächst als ausdauernde krautige Pflanze und erreicht zur Blütezeit Wuchshöhen von 8 bis 30 Zentimetern. Bis zur Fruchtreife strecken sich die Internodien und es wird eine Wuchshöhe von bis zu 60 Zentimetern erreicht.
Die Stängelblätter sind rotbraun bis violett überlaufen und schuppenförmig. Die Grundblätter erscheinen erst gegen Ende der Blütezeit. Die Grundblätter sind in Blattstiel und Blattspreite gegliedert. Der Blattstiel ist seitlich zusammengedrückt, nicht gerippt und auf der Oberseite gegen den Grund zu abgeflacht. Die einfache Blattspreite der Grundblätter ist bei einer Breite von bis zu 30 Zentimetern meist länger als breit, dreieckig bis herzförmig und buchtig gezähnt. Ihre Unterseite ist dicht schneeweiß-filzig und nicht verkahlend. Die Blattspreite ist am Grund herzförmig ausgeschnitten; der Ausschnitt ist asymmetrisch.

### Generative Merkmale

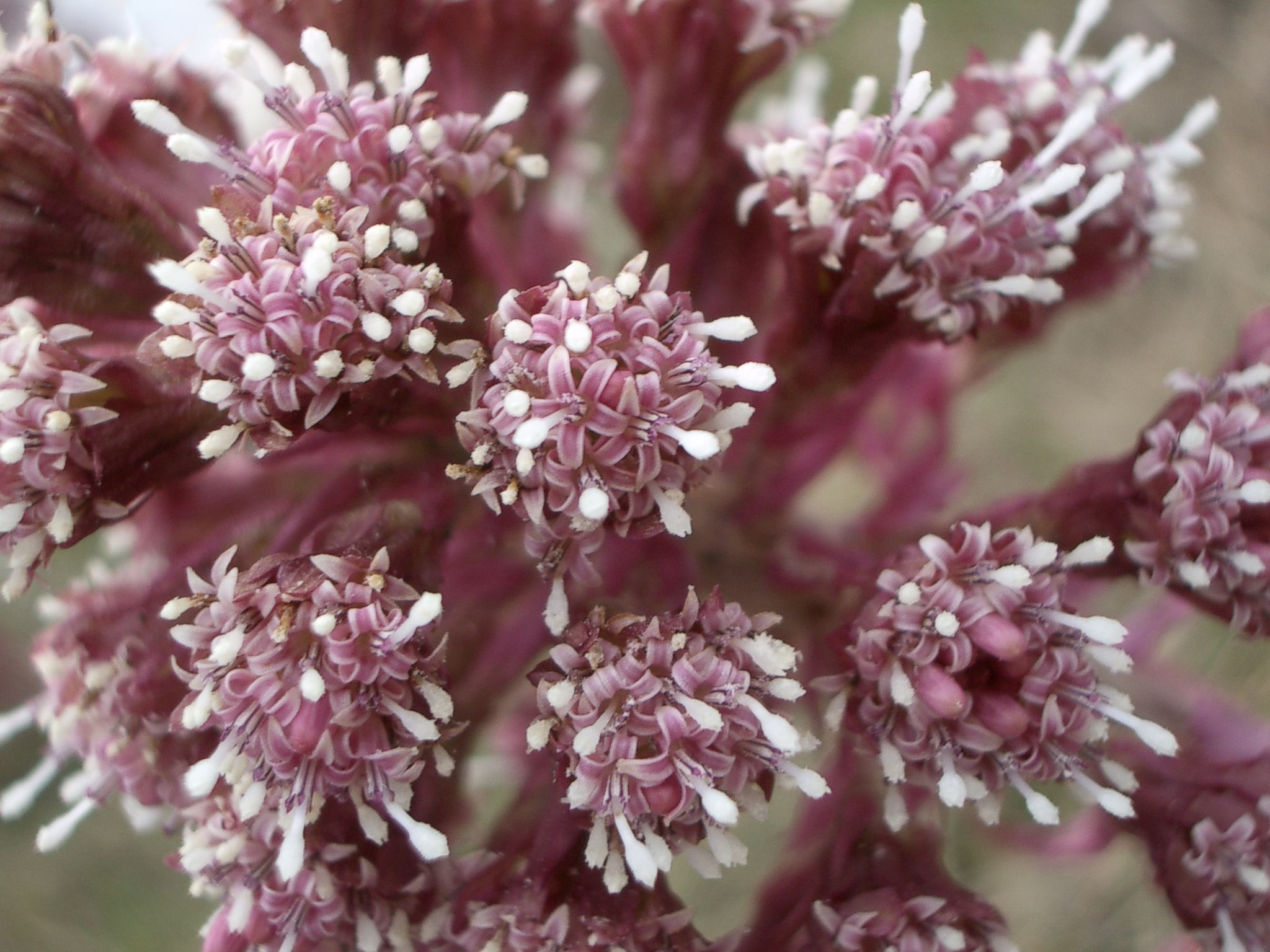
Ausschnitte eines Blütenstandes mit Makroaufnahme der Blütenkörbe

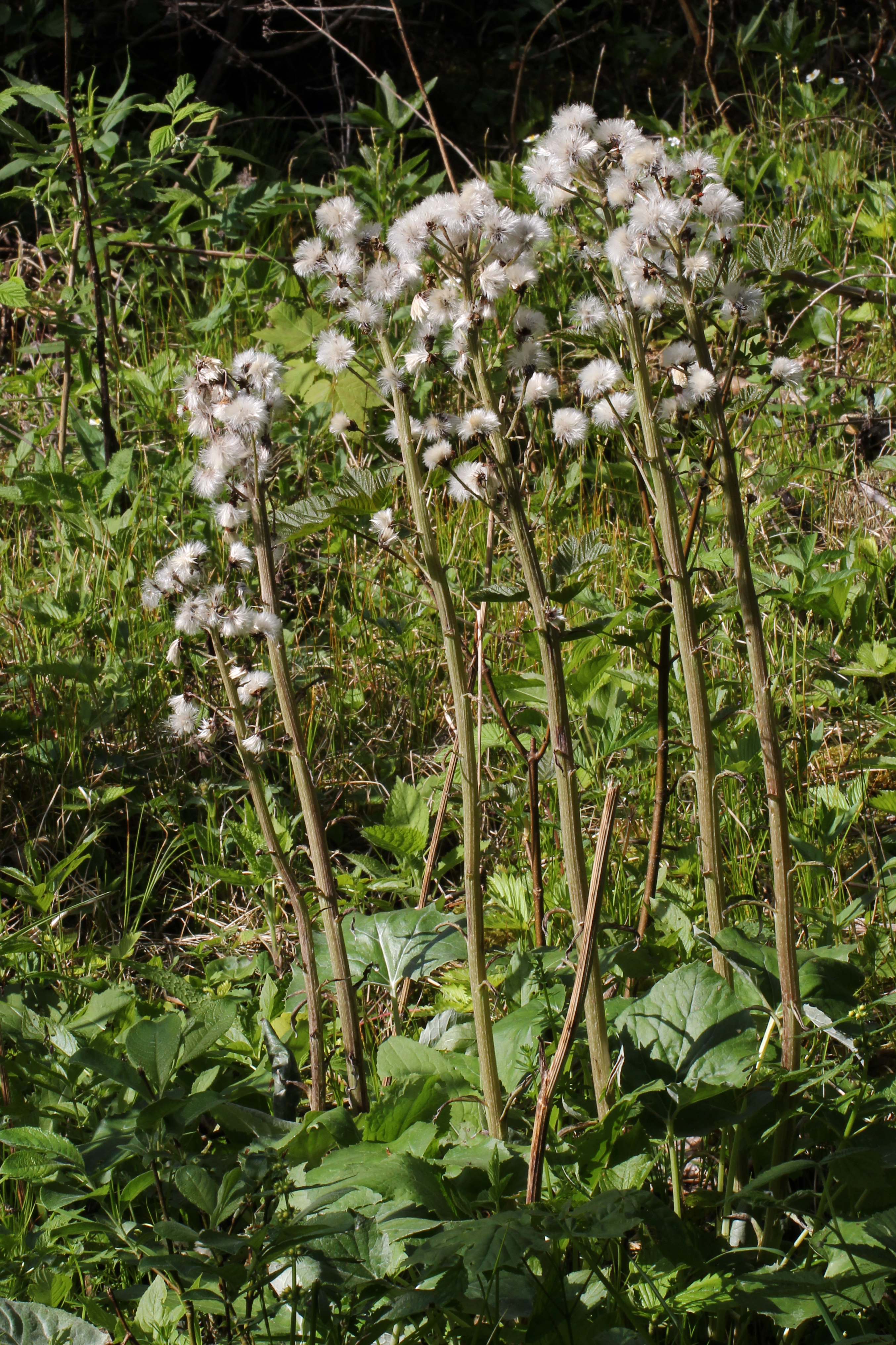
Habitus und Fruchtstände

Die Blütezeit reicht von April bis Juni. Die körbchenförmigen Teilblütenstände stehen in dichten traubigen Gesamtblütenständen zusammen. Der Schaft der Blütenkörbe erscheint vor den Blättern; er ist dick, hohl, bleichgrünweißfilzig bis wollig und trägt im oberen Teil neben den Drüsen- und Gliederhaaren noch eigenartige, in der oberen Hälfte blasig angeschwollene hyaline Papillen. Er trägt auch zahlreiche, länglich-lanzettliche Schuppenblätter, die schwach filzig sind und zart rötlich bis violettbraun überlaufen sind. Die unteren Schuppenblätter sind größer und umfassen den Schaft scheidig und haben oft ein spatelförmiges Spreitenanhängsel. Die spitzen Hüllblätter sind fast bis zum oberen Ende behaart. Die Blütenkörbchen enthalten nur weiß-rötliche Röhrenblüten. 
Die Blüten sind meist eingeschlechtig und die Alpen-Pestwurz meist zweihäusig getrenntgeschlechtig (diözisch). Die männlichen Blüten besitzen fünf weißliche Kronblattzipfeln und nur ein Staubblatt. Die weiblichen Blüten besitzen einen fädlichen Griffel, der in einer gespaltenen Narbe endet. Bei Zwitterblüten ist die Krone 6 Millimeter lang und die Kronzipfel sind 1,5 Millimeter lang.
Die Achänen sind 2 bis 3 Millimeter lang und besitzen einen weißen Pappus (Haarkrone).

### Chromosomensatz
Die Chromosomengrundzahl beträgt x = 30; es liegt Diploidie mit einer Chromosomenzahl von 2n = 60 vor.

## Ökologie
Auf den oberirdischen Teilen parasitieren die Pilze Coleosporium petasitis und Aecidium compositarum. An den unterirdischen Organen schmarotzt die Pestwurz-Sommerwurz (Orobanche flava).

## Vorkommen

### Verbreitung
Das Verbreitungsgebiet der Alpen-Pestwurz umfasst die Alpen, den Schweizer Jura, die Pyrenäen, das Balkangebirge und die Karpaten von der Tallage bis in Höhenlagen von 2700 Metern. Es gibt Fundortangaben für Spanien, Andorra, Frankreich, Italien, die Schweiz, Liechtenstein, Österreich, Deutschland, Slowenien, Bosnien und Herzegowina sowie Kroatien. Die Alpen-Pestwurz ist in den Kalkgebirgen der gesamten Alpen weit verbreitet. In Österreich ist sie häufig außer in den Bundesländern Wien und Burgenland.
In den Allgäuer Alpen steigt die Alpen-Pestwurz nahe der Widdersteinhütte in Vorarlberg bis zu einer Höhenlage von 2020 Metern auf. Im Oberengadin erreicht sie am Tschüfferhang im Heutal sogar eine Höhenlage von 2600 Meter. Die tiefsten Höhenlagen erreicht die Alpen-Pestwurz in Mitteleuropa am Gardasee mit nur 80 Meter.

### Standorte
Diese kalkstete Art bevorzugt feinerdereiche steinige Hänge, Bachschotter und sickerfeuchten Felsschutt sowie Föhrenwälder. Petasites paradoxus ist die Charakterart der Schnee-Pestwurz-Flur (Petasitetum paradoxi) aus dem Verband Petasition paradoxi.
Die Alpen-Pestwurz besiedelt extreme Standorte. Sie ist ein Schuttüberkriecher, indem sie schlaffe, streckungsfähige oberirdische Pflanzenteile über den losen Schutt legt. Damit reagiert sie sehr flexibel gegenüber Schuttbewegungen. Die Alpen-Pestwurz ist ein Rohbodenpionier und trägt zum Verfestigen des Bodens bei. Sie stellt damit ein wichtiges Initialstadium in der natürlichen Sukzessionsabfolge hin zum subalpinen Arven-Lärchenwald dar. Mit ihrer tiefreichenden und stark verzweigten Pfahlwurzel ist diese Art ein sehr guter Schuttfestiger. Die Alpen-Pestwurz wird durch natürliche Ereignisse wie Muren, Rutschungen oder Felsstürze ins Alpenvorland herabgeschwemmt.
Die ökologischen Zeigerwerte nach Landolt et al. 2010 sind in der Schweiz: Feuchtezahl F = 4w (sehr feucht aber mäßig wechselnd), Lichtzahl L = 5 (sehr hell), Reaktionszahl R = 5 (basisch), Temperaturzahl T = 2 (subalpin), Nährstoffzahl N = 3 (mäßig nährstoffarm bis mäßig nährstoffreich), Kontinentalitätszahl K = 3 (subozeanisch bis subkontinental).

## Taxonomie
Die Erstveröffentlichung erfolgte 1781 unter dem Namen (Basionym) Tussilago paradoxa durch Anders Jahan Retzius in Observationes Botanicae, 2, S. 24. Die Neukombination zu Petasites paradoxus (Retz.) Baumg. wurde 1817 durch Johann Christian Gottlob Baumgarten in Enumeratio Stirpium Transsilvaniae, 3, S. 94 veröffentlicht. Weitere Synonyme für Petasites paradoxus (Retz.) Baumg. sind: Petasites niveus (Vill.) Baumg., Tussilago nivea Vill., Tussilago frigida Vill., Tussilago hastifolia Kit., Tussilago spuria Schrank ex Steud.